# حوزه انتخابیه هلیفکس
هَلیفَکس نام یک ناحیه انتخابی فدرال در نوا اسکوشیا در کانادا است که جزء انگشت شمار حوزه‌هایی است که از زمان تشکیل کنفدراسیون کانادا در  سال ۱۸۶۷ در مجلس عوام کانادا (البته با مرزبندی‌های مختلف) دارای نماینده بوده است.
این حوزه شامل اسپرای‌فیلد، سامبرو، هرین کوو، هریتزفیلد، ویلیام‌وود، پراسپکت، پارسلز کوو، کووی هیل، فیرمونت، آرمادیل، کلاین هایتز و شبه‌جزیره هلیفکس می‌شود.